# Buenache de Alarcón
Buenache de Alarcón é um município da Espanha, na província de Cuenca, comunidade autônoma de Castela-Mancha. Tem 64,16 km² de área e em 2021 tinha 454 habitantes (densidade: 7,1 hab./km²). Limita com os municípios de Alarcón, Barchín del Hoyo, Honrubia, Hontecillas, Olmedilla de Alarcón e Piqueras del Castillo.